# Tan Cheng Lock
Tan Cheng Lock was een Chinees-Maleisische zakenman en politicus. Hij was de oprichter van de politieke partij Persatuan Cina Malaysia en was groot voorvechter voor de rechten van de Chinezen in Maleisië en gelijke rechten voor alle bewoners van Maleisië.
Meneer Tan werd op 5 april 1883 geboren. Hij was de derde zoon van Tan Keong Ann en Peranakan-Chinees die als vijfde generatie van zijn familie in Maleisië woonde. Hij woonde aan de Heerenstraat (Maleis: Jalan Heeren) in Malacca. Hij had één zoon, Tan Siew Sin.